# Les Avanchers-Valmorel
Les Avanchers-Valmorel é uma comuna francesa na região administrativa de Auvérnia-Ródano-Alpes, no departamento da Saboia. Estende-se por uma área de 21.93 km². Em 2010 a comuna tinha 803 habitantes (densidade: 1,1 hab./km²).